# Three Days Grace
Cet article concerne le groupe. Pour l'album éponyme, voir Three Days Grace (album).
Three Days Grace est un groupe de metal alternatif canadien, originaire de Norwood, en Ontario. Formé en 1997, le groupe se compose actuellement de Adam Gontier, Matt Walst, Neil Sanderson, Brad Walst et Barry Stock
Signé au label Jive Records puis au RCA Records, Three Days Grace compte sept albums studio, dont six publiés à trois ans d'intervalle : Three Days Grace en 2003, One-X en 2006, Life Starts Now en 2009, Transit of Venus en 2012, Human en 2015 et Outsider en 2018, et Explosions sorti en 2022. Les trois premiers albums sont certifiés triple-disque de platine, et  disque d'or par la RIAA aux États-Unis, respectivement. Au Canada, ils sont certifiés disque de platine, double disque de platine, et disque de platine, respectivement. Adam Gontier annonce son départ du groupe le 21 décembre 2012, et est remplacé par Matt Walst, le frère de Brad, temporairement. Il est devenu le nouveau chanteur officiel du groupe le 28 mars 2014. Le 3 octobre 2024, un an après une brève apparition sur scène avec ses anciens acolyte, le groupe annonce qu'Adam Gontier sera réintégrée dans le groupe et que ce dernier est actuellement en studio pour enregistrer un nouvel album. Matt Walst restera dans le groupe et sera désormais formé avec deux chanteurs.

## Biographie

### Débuts (1992–2002)
Le groupe se forme initialement en 1992 sous le nom de Groundswell, et sort par la suite un album intitulé Wave of Popular Feeling. À la fin de 1995, le groupe se sépare.
En 1997, Adam, Neil, et Brad se réunissent sous le nom de Three Days Grace. D'après Adam, le nom provoque un sentiment d'urgence, l'idée derrière ce nom est la suivante : « Si tu avais trois jours pour tout changer dans ta vie, pourrais-tu le faire ? » Une fois à Toronto, le groupe s'associe avec le producteur local Gavin Brown. Brown et le groupe affinent les chansons, et lancent un album démo, qu'ils envoient à EMI Music Publishing Canada. Le label souhaite en entendre plus d'eux, et le groupe décide d'enregistrer I Hate Everything About You, qui attire l'intérêt de nombreux labels. Le groupe signe peu après au label Jive Records.

### Three Days Grace(2003–2006)
Le groupe se délocalise à Long View Farm, un studio situé à North Brookfield, dans le Massachusetts, pour enregistrer leur premier album. L'album éponyme est terminé à Woodstock, New York, et est publié le 22 juillet 2003. Il est accueilli d'une manière mitigée. Dave Doray d'IGN révèle de l'album, « des erreurs ? il n'y en aucune. » Heather Phares d'AllMusic donne son avis sur Three Days Grace, « le but du groupe et l'adhérence des formules du metal alternatif – coupler la finesse de la composition à des chœurs inattendus... » Elle critique l'album pour sa simplicité, concluant que « Three Days Grace est certainement l'un des groupes de metal alt. les plus accessibles des années 2000 ; ils ont juste besoin de plus de créativité dans leur style musical. »
En 2003, en soutien à leur album éponyme, Three Days Grace publie son premier single, I Hate Everything About You (la chanson qui leur permettra de signer à une major). La chanson est significativement diffusée à la radio, et devient rapidement reconnaissable,,, est considérée comme la chanson qui les fera connaitre. Le groupe recrute Barry Stock pour le poste de guitariste principal afin de permettre à Adam de se consacrer pleinement au chant, à la fin de 2003. Three Days Grace tourne en continuité pendant près de deux ans en soutien à leur premier album chez une major. L'album atteint la neuvième place des classements canadiens, et la 69e place du Billboard 200, et est certifié disque de platine aux États-Unis par la Recording Industry Association of America (RIAA) en décembre 2004 et double disque de platine au Canada par la Canadian Recording Industry Association (CRIA).

### One-X(2006–2009)

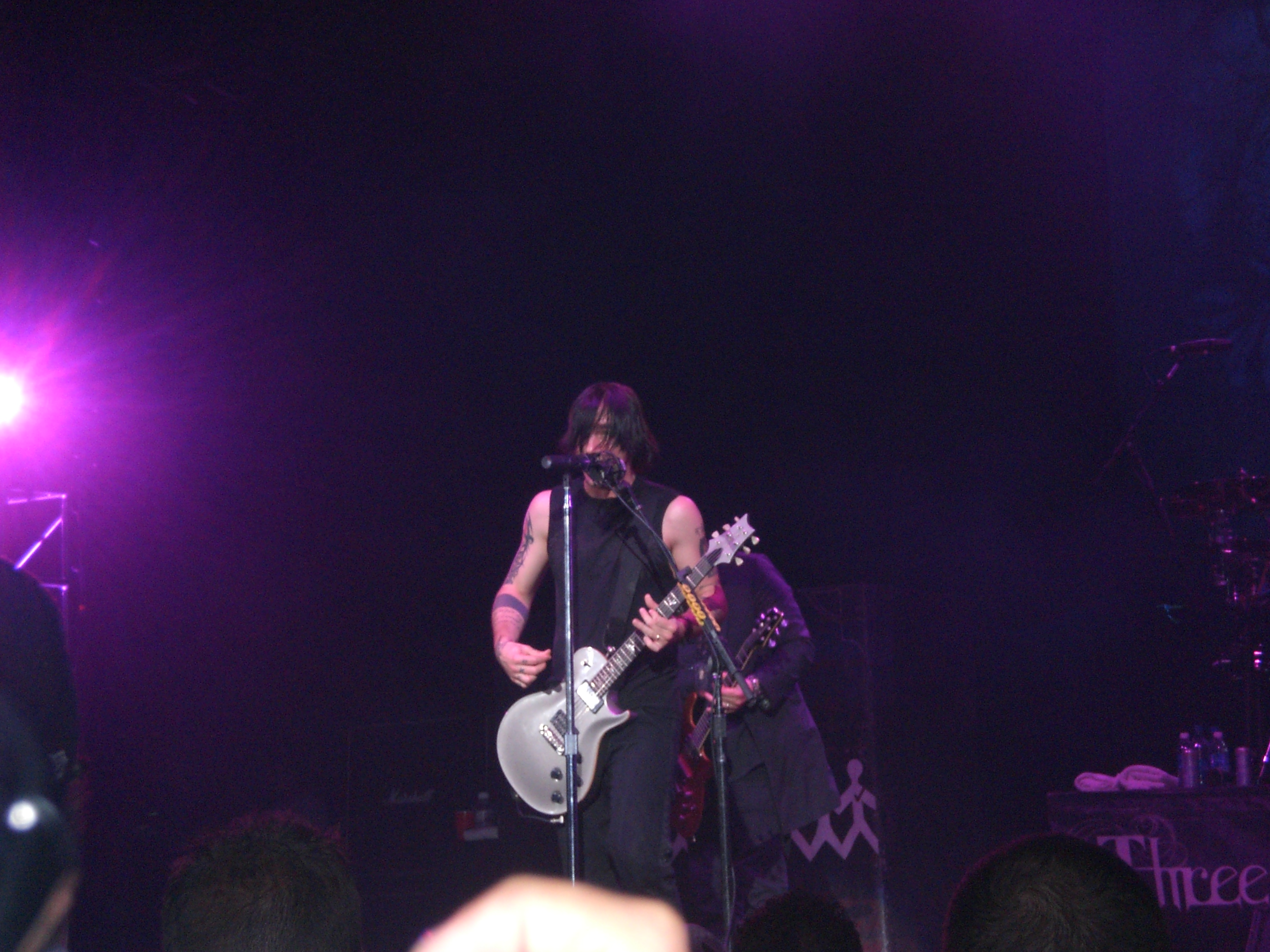
Three Days Grace, au Buzz Bake Sale en 2007.

La sortie de I Hate Everything About You est suivie par deux nouveaux singles, Just Like You et Home. À cette période, Gontier développe une addiction à l'OxyContin. Après avoir terminé la tournée en soutien à l'album, le groupe sait pertinemment qu'il ne peut continuer dans ces conditions ; en 2005, avec le soutien de sa famille, ses amis et les membres de son groupe, Gontier  entre au Centre for Addiction and Mental Health (CAMH). Pendant qu'il est soigné, Gontier commence à écrire des chansons sur ses états d'âme.
Gontier termine avec succès sa cure au CAMH. Le groupe commence à écrire dans le Nord de l'Ontario. Après trois mois, ils finissent l'enregistrement de son deuxième album. Gontier contribue aux paroles en décrivant ce qu'il a vécu en cure de désintoxication ; le premier single issu de One-X, intitulé Animal I Have Become, décrit le fait de rester sobre. Le deuxième album comprend au moins quatre chansons de ce type, incluant Over and Over, Gone Forever, Pain et Never Too Late. En 2006, Gontier explique que les chansons sont très personnelles et le reflètent mieux que les précédents opus du groupe,.
L'album est publié le 11 juin 2006, et fait participer pour la première fois Barry Stock. Gontier joue aussi sur scène dans divers centres de réhabilitation en guise de remerciement aux personnes qui l'ont aidées à sortir de son addiction, et pour inspirer ceux et celles qui souffrent d'addiction. Il y joue des chansons comme Pain, Animal I Have Become et Never Too Late. En novembre 2006, Gontier joue avec le groupe à un show spécial au CAMH de Toronto, où il était pour se soigner. One-X est bien accueilli par la presse spécialisée. Le Toronto Star complimente l'album et le considère comme « le CD qui mériterait d'être acheté » ; concernant les paroles : « elles parlent pour nous, en particulier si on ne traverse pas une dure période. » AllMusic retient de l'album « ses chansons entrainantes malgré les paroles sombres ».
One-X atteint la deuxième place des classements canadiens, et la cinquième place du Billboard 200, avec 78 000 exemplaires vendus la première semaine aux États-Unis. Animal I Have Become est le single le mieux vendus du groupe, et devient celui le plus diffusé au Canada. L'album permet à Three Days Grace d'atteindre la première place des diffusions radio aux États-Unis et au Canada en 2007, Billboard le classant même premier groupe de rock en 2007 One-X est certifié triple disque de platine par la RIAA aux États-Unis le 4 mars 2016, et double disque de platine par la CRIA au Canada en juillet 2007,. Three Days Grace tourne en Amérique du Nord pendant la seconde moitié de 2006 et durant toute l'année 2007 en soutien à One-X. Au début de 2008, ils tournent aux États-Unis avec Seether et Breaking Benjamin,.

### Life Starts Now(2009–2012)
De mars à août 2009, le groupe enregistre son 3e album dans des studios à Vancouver et à Los Angeles, notamment.
Selon des rumeurs, leur prochain album s'appellerait The Demon Within, Red Black And White ou The Crying Room.
L'album, finalement intitulé Life Starts Now, est sorti le 22 septembre 2009. Le premier single Break est diffusé sur le site officiel de Three Days Grace, le 1er septembre 2009. Le clip de Break est sorti, quant à lui, deux semaines plus tard. Cet album change de l'univers Rock de One X et de Three Days Grace, se révélant plus Hard Rock avec des titres tels que Bully et Bitter Taste. Le groupe part ensuite en tournée à travers les États-Unis et le Canada.

### Transit of Venus(2012–2014)

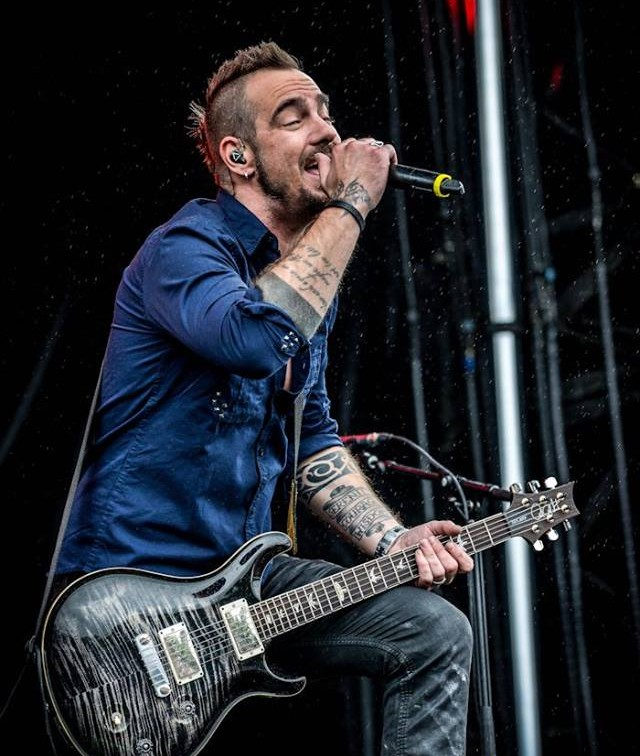
Adam Gontier quitte le groupe en 2013.

Le 7 octobre 2011, RCA Music Group annonce la dissolution de Jive Records, d'Arista Records et de J Records. Par conséquent, tous les artistes qui avaient signé un contrat avec ces labels sont repris par RCA Records,. Le 12 octobre 2011, Neil Sanderson déclara en interview que le groupe travaillait sur son nouvel album Venus et qu'il sera le meilleur que le groupe n'ait jamais produit.
Le 13 mai 2012, Adam Gontier déclare, sur le compte Facebook du groupe, qu'il avait enregistré les voix des chansons et que l'album était près d'être bouclé, sans toutefois donner de date de sortie. Le 5 juin 2012, lors du transit de Venus, le groupe a annoncé que le nom de leur prochain album sera Transit of Venus et qu'il sortira le 2 octobre 2012. Dans une vidéo publiée sur le site officiel du groupe, il est dit "Il y a des choses qui ne se reproduiront pas dans une vie, et ça se passe maintenant", en référence au transit de Vénus le 6 juin 2012 mais il est possible qu'il soit également question du groupe, certaines rumeurs affirmant que Three Days Grace ne sortira plus d'album après celui-ci. Le 26 juillet 2012, le groupe annonce sur son site officiel que le single Chalk Outline sera disponible sur iTunes le 14 août 2012. Transit of Venus se retrouve dans la continuité des travaux du groupe avec ses tendances Pop-Rock. Ainsi, des titres tels que Unbreakable Heart, Sign of the Times et The High Road font leur apparition mais seuls Chalk Outline, Misery Loves My Company et The High Road connaissent un réel succès.
Le 9 janvier 2013, Adam Gontier, le chanteur, quitte le groupe à cause de problèmes de santé ; il sera remplacé en tournée par Matt Walst, frère de Brad. Le devenir du groupe hors-scène est alors incertain, comme les dernières lignes de leur message le laisse présager.

### Human(2014-2017)

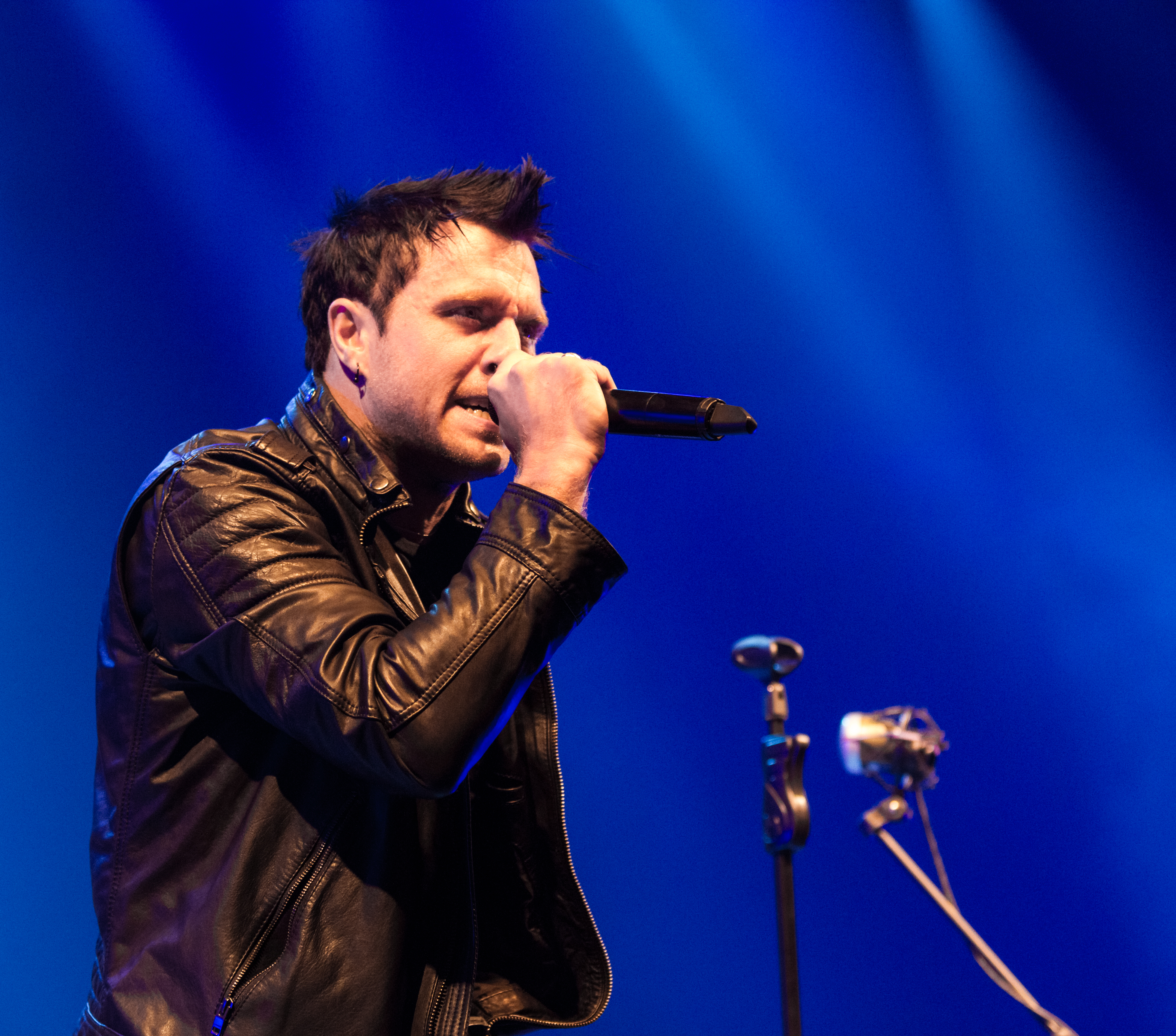
Matt Walst de My Darkest Days remplacera Adam Gontier au chant.

Le 28 mars 2014, le groupe annonce que Matt Walst est officiellement leur nouveau chanteur. Le 31 mars 2014, le groupe dévoile sa nouvelle chanson Painkiller, ce titre devient directement un classique du groupe avec des enregistrements en live. Le 30 septembre 2014, le groupe sort son second single I Am Machine, issu du prochain album dont Painkiller fera partie. Avec I am Machine, le groupe retrouve ses origines et se produit en Amérique du Sud dans le festival Lollapallooza.
Le 26 janvier 2015, le groupe dévoile le nom de son nouvel album Human qui sortira le 31 mars 2015. Le 23 mars 2015, sort le troisième single de Human, intitulé Human Race. De plus, un dernier titre Fallen Angel émerge de l'album Human, ce qui le propulse au sommet des top rocks. Le groupe est désormais en tournée à travers l'Europe et l'Amérique. Three Days Grace est élu meilleur groupe de rock aux Loudwire Music Awards 2015. Plusieurs tournées du groupe sont organisées à la fin de 2015 en Europe et au Canada. Halestorm participe aux dates canadiennes. Une autre tournée en Europe et en Russie est annoncée pour le début de 2016.

### Outsider(2018-2020)
C'est le 25 janvier 2018 que le groupe dévoile le premier extrait de l'album The Mountain accompagné d'une vidéo, cet extrait est suivi peu de temps après par un autre nommé I Am an Outsider. L'album nommé Outsider sort le 9 mars 2018.

Logo du groupe jusqu'en 2024

Le 23 juillet 2020, le groupe sort une reprise de Somebody That I Used to Know de Gotye.

### Explosions(2020-2023)
En février 2020, le groupe annonce sortir un septième album. Le 29 novembre 2021, le groupe sort un nouveau single intitulé So Called Life qui sera le premier de cet album. Le 17 février 2022, ils sortent un deuxième single, Neurotic en duo avec Lukas Rossi et le 11 avril, ils sortent leur troisième single Lifetime qui est dédié aux habitants de la ville de Mayfield dans le Kentucky qui a été ravagé par une tornade le 10 décembre 2021.
L'album sort officiellement le 6 mai 2022 et s'intitule Explosions.

### Retour d'Adam Gontier etAlienation(depuis 2023)
Le 10 octobre 2023 lors d'un concert à Nashville, l'ancien chanteur du groupe, Adam Gontier monte sur scène comme invité pour performer trois des succès du groupe, I Hate Everything About You, Never Too Late ainsi que Riot. Le groupe termine ensuite sa tournée Explosions le 14 octobre 2023.
Le 2 octobre 2024, une vidéo est publiée sur les réseaux sociaux du groupe, ce qui semble être l'annonce du retour en studio d'Adam Gontier avec le groupe. Le lendemain, le 3 octobre, le groupe annonce officiellement le retour de Gontier. Matt Walst restera aussi membre. Le groupe a annoncé l'arrivée prochain d'un nouvel album.
Le 22 novembre 2024, le groupe sort un nouveau single : Mayday. C'est le premier nouveau titre dans lequel Adam Gontier et Matt Walst chantent ensemble.
Courant avril 2025, les pochettes des précédents albums du groupe ont été modifiées par des personnages en bâton sur les plateformes de streaming et Youtube, laissant supposer à la sortie d'un nouvel album. 
Le 8 mai 2025, le groupe annonce officiellement leur nouvel album ayant pour nom Alienation et sortira le 22 août. Le lendemain, le groupe sort un nouveau single intitulé Apologies.

## Membres

### Membres actuels
- Adam Gontier – chant, guitare rythmique (1992–1995, 1997–2013, depuis 2024), guitare solo (1997–2003)
- Brad Walst – basse (1992–1995, depuis 1997)
- Neil Sanderson – batterie, chœurs, claviers (1992–1995, depuis 1997)
- Barry Stock – guitare solo (depuis 2003)
- Matt Walst – chant solo (depuis 2013)[39],[40]

### Membre de tournée
- Dani Rosenoer – claviers, chœurs (2012-2018)

### Anciens membres
- Phil Crowe – guitare solo (1992–1995)
- Joe Grant – guitare rhythmique (1992–1995)

## Discographie

### Albums studio
- 1995 : Wave of Popular Feeling (crédité sous le nom de Groundswell)
- 2003 : Three Days Grace
- 2006 : One-X
- 2009 : Life Starts Now
- 2012 : Transit of Venus
- 2015 : Human
- 2018 : Outsider
- 2022 : Explosions
- 2025 : Alienation

### EP
- 2000 : Three Days Grace Demo

### Singles
- 1995 : Eddie
- 1996 : Poison Ivy
- 1996 : Stare
- 2003 : I Hate Everything About You
- 2004 : Just Like You
- 2004 : Home
- 2006 : Animal I Have Become
- 2006 : Pain
- 2007 : Never Too Late
- 2007 : Riot
- 2009 : Break
- 2010 : The Good Life
- 2010 : World So Cold
- 2011 : Lost in You
- 2012 : Chalk Outline
- 2014 : Painkiller
- 2014 : I am Machine
- 2015 : Human Race
- 2015 : Fallen Angel
- 2018 : The Mountain
- 2018 : Infra-Red
- 2018 : Right Left Wrong
- 2020 : Somebody That I Used to Know
- 2021 : So Called Life
- 2022 : Neurotic'
- 2024 : Mayday
- 2025 : Apologies